# Torre Emiliana
La Torre Emiliana és una obra modernista de Sort (Pallars Sobirà) inclosa a l'Inventari del Patrimoni Arquitectònic de Catalunya.

## Descripció
Torre modernista amb ampli jardí, constituïda per un semi- soterrani, un entresòl i dos pisos alts, el darrer situat directament sota la coberta a dues aigües. La façana principal que dona al jardí i orientada a llevant, presenta l'entresòl al centre, la porta principal de la casa, i, a costat i costat, unes galeries sobresortides, tancades amb vidrieres. Per damunt d'aquestes, al primer pis hi ha un terrat amb una balconada central de forma semi- circular. Els balustres d'obra són tornejats. Decoren els dintells de les tres portes d'accés al terrat, flors de lotus estucats. El balcó que s'obre en aquest pis va decorat amb estucs. A costat i costat d'aquest, dins d'unes carteles, es llegeix "XALET EMILIANA". Pel costat nord de la galeria es prolonga un cos annex de construcció posterior.